# Paradoxa del gat amb mantega

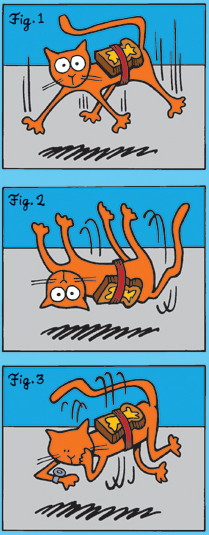
Gat amb torrada de mantega

La paradoxa del gat amb mantega és una paradoxa humorística basada en el fet que un gat sempre cau sobre les seves potes, i una torrada amb mantega sempre cau sobre la part de la mantega. La paradoxa apareix quan es considera el que passaria si es lliga una torrada amb mantega (amb la cara amb mantega cap a l'exterior) sobre l'esquena d'un gat, i es deixa caure el gat des d'una altura important. La paradoxa va ser creada per l'artista John Frazee de Kingston i va guanyar el concurs de la revista Omni sobre paradoxes l'any 1993.
Una anàlisi irònica pot portar a la conclusió que l'experiment produiria un efecte antigravitatori. Mentre el gat cau a terra es gira per caure sobre les seves potes, però alhora la torrada amb mantega ha de caure sobre la part amb mantega que és a l'esquena del gat. Aleshores, el conjunt gat-torrada alentiria la caiguda i començaria a girar, per arribar finalment a un estat estacionari a prop del terra, on giraria ràpidament, ja que el costat de la torrada amb mantega i les potes del gat intentarien aterrar del seu costat. Es produeix, doncs, una màquina de moviment perpetu. Sempre dins aquesta anàlisi irònica, es podria regular la quantitat de mantega per igualar la força de les potes del gat.